# Gneu Corneli Lèntul Clodià (pretor 59 aC)
Gneu Corneli Lèntul Clodià (en llatí: Gnaeus Cornelius Lentulus Clodianus) va ser un militar i magistrat romà del segle i aC. Era fill de Gneu Corneli Lèntul Clodià, cònsol l'any 72 aC, i formava part de la família dels Cornelis Lèntuls, una branca de la gens Cornèlia d'origen patrici.
Va tenir diverses missions. L'any 60 aC va ser enviat junt amb Quint Cecili Metel Crètic i Luci Valeri Flac a vigilar la pretesa invasió dels helvecis a la Gàl·lia Transalpina, però la seva intervenció no va ser necessària. El 59 aC va ser pretor.